# Josuke Kašivagi
Josuke Kašivagi (japonsko 柏木 陽介), japonski nogometaš, * 15. december 1987.
Za japonsko reprezentanco je odigral 11 uradnih tekem.